# محمد الحسن بن الخديم
العلامة محمد الحسن بن أحمدو الخديم من مواليد 1357 هـ الموافق سنة 1937م في نواحى مقاطعة واد الناقة في ولاية اترارزه، هو فقيه وعالم موريتاني متصوف ويعد من كبار مشايخ الطريقة التيجانية في غرب أفريقيا، وهو مؤسس وشيخ محظرة التيسير الواقعة علی بعد حوالي 100 كلم جنوب العاصمة الموريتانية نواكشوط قرب مقاطعة تكند التابعة لولاية اترارزة ، عرفت محظرته بنشر العلوم والمعارف الإسلامية ، خصوصا الفقه المالكي.

## دراسته
ونشأ في أسرة علمية كان لها الأثر الكبير في تربيته ونشأته، درس الشيخ محمد الحسن على عدة علماء، أبرزهم والده أحمدو الخديم، والعلامة سيد أحمد بن أحمد يحي اليعقوبي، والعلامة محمد عالى بن نعمه النمجلسي، وقد ألقى عصا الترحال عند العلامة محمد سالم بن ألما اليدالى الذي أجازه في مسموعاته ومروياته،
- حفظ القرآن الكريم في حدود العاشرة من عمره،
- درس العلوم الشرعية والعربية في عدة محاظر عريقة،
- حصل علی عدة إجازات في العلوم الشرعية والعربية من علماء كبار،
- أسس محظرة متميزة ما تزال قبلة لطالبي العلم والإرشاد،
- متفرغ للتدريس المحظري والإرشاد التربوي والتأليف بمحظرته (محظرة التيسير).

## مؤلفاته
- مرام المجتدي، من شرح كفاف المبتدي (طبع ثلاث مرات)
- دفاع المعتدي، علی مرام المجتدي
- دليل الناسك، لما يخفی من المناسك
- هداية السعادة، إلی معرفة النحاة
- المسعد، بشرح آداب المسجد
- إعانة المتفهم، بشرح آداب المتعلم
- الفوائد الكفيلة، بمعرفة الوسيلة (طبع مرتين)
- نخبة المطلوب، من شرح مطهرة القلوب (طبع مرتين)
- سلم المطالع، لدرك الكوكب الساطع (ألفية السيوطي في أصول الفقه)
- اللآلئ الحسان، علی محارم اللسان
- الجامع المحرر، بشرح نظم الدرر (ألفية السيوطي في مصطلح الحديث)
- سقاية الظمآن، من آداب تلاوة القرآن
- بغية الأبرار، من شرح قرة الأبصار
- محصل الأرب، من شرح أدبة الأدب
- تحفة السرور، بشرح نظم البرور
- الجواهر، علی البصائر (طبع مرتين)
- الغيث المدرار، بشرح إشراق القرآن (الكشكار)
- نزهة عين الناظر، علی زيارة المقابر
- تكملة الإفادة، في آداب المريض والعيادة
- وسيلة التذكر، بشرح نظم التفكر